# 来华街道
来华街道是中华人民共和国广西壮族自治区来宾市兴宾区下辖的一个街道办事处。

## 行政区划
来华街道下辖以下村级行政区划单位：
思华社区、新侨社区、来华社区、学院社区、宾城社区和高新社区。